# 异形博恩
《异形博恩》（Borne）是美国作家杰夫·范德米尔于2017年推出的长篇小说。小说设定在一个被生物科技淹没的后末日城市环境中。

## 剧情
小说发生在未来，一个无名城市的废墟中，该城市被一只名为“莫德”（Mord）的巨型灰熊所主宰。视角人物瑞秋（Rachel）是城市中的一名拾荒者；她收集“公司”（the Company）——一家生物科技公司——创造的各种基因工程生物体和实验品。有一天，当她在莫德的毛皮中搜寻时，发现了一个海葵状的生物，她将其命名为“博恩”（Borne）。

## 创作背景
范德米尔长期以来一直考虑写一写他在南太平洋长大的经历，他童年曾在那里生活。有一天，一个海葵的形象浮现在他脑海中，伴随着一只他知道属于瑞秋的手，这只手从一只巨熊的毛皮中抓住了那只海葵。从这个意象出发，整个城市自行构建起来。莫德的形象受到理查德·亚当斯（Richard Adams）的《沙迪克》（Shardik）的影响，而他那种从未被解释的飞行能力则受到安吉拉·卡特（Angela Carter）的《马戏团之夜》（Nights at the Circus）中一个角色的启发。

## 反响
这部小说获得了高度评价，《卫报》称“范德米尔近期的作品在基础层面上表现出奥维德风格，探索生命形式的根本转变以及它们之间的界限。” 《出版人周刊》说这部小说读起来“像是一份来自某个介于科幻、神话和电子游戏之间的世界的报告”，并认为范德米尔通过《异形博恩》将怪诞小说转变成了“奇异文学”。 《纽约客》表示这部小说将读者带入“一个充满神话、寓言和童话的原始领地。” 卡梅隆·劳克斯（Cameron Laux）在BBC的文章中将其列为近期最被忽视的小说之一，它想象了“一个生态乌托邦，在那里人类对自然的虐待式关系已经终结。”